# Gueto de Minsk
El gueto de Minsk fue creado por la Alemania nazi poco después de la invasión alemana de la Unión Soviética. Fue uno de los más grandes de la RSS de Bielorrusia y el más grande del territorio de la Unión Soviética ocupado por los alemanes. Albergó a cerca de 100 000 judíos, la mayoría de los cuales fueron asesinados durante el Holocausto.

## Historia
Según el censo soviético de 1926 había 53 700 judíos que vivían en Minsk (que constituyen cerca del 41 % de los habitantes de la ciudad).
El gueto fue creado el 28 de junio de 1941, poco después de la invasión alemana de la Unión Soviética y la captura de la ciudad de Minsk, capital de la RSS de Bielorrusia. El quinto día después de la ocupación, los alemanes masacraron a 2000 intelligentsia judíos; a partir de entonces, los asesinatos de judíos se convirtieron en algo común. Alrededor de 20 000 judíos fueron asesinados en los primeros meses de la ocupación alemana, en su mayoría por los escuadrones Einsatzgruppen.
El 17 de julio de 1941, la parte occidental de la RSS de Bielorrusia se convirtió en el Comisariado General de la Rusia Blanca (Generalkommissariat Weissruthenian), parte del Reichskommissariat Ostland, con Minsk como capital. El 20 de julio se estableció el gueto de Minsk. También se estableció un Consejo Judío (Judenrat). La población total del gueto era de unos 80 000 (más de 100 000 según algunas fuentes), de los cuales unos 50 000 eran habitantes de la ciudad de antes de la guerra, y el resto (30 000 o más) eran refugiados y judíos reasentados a la fuerza por los alemanes desde asentamientos cercanos.

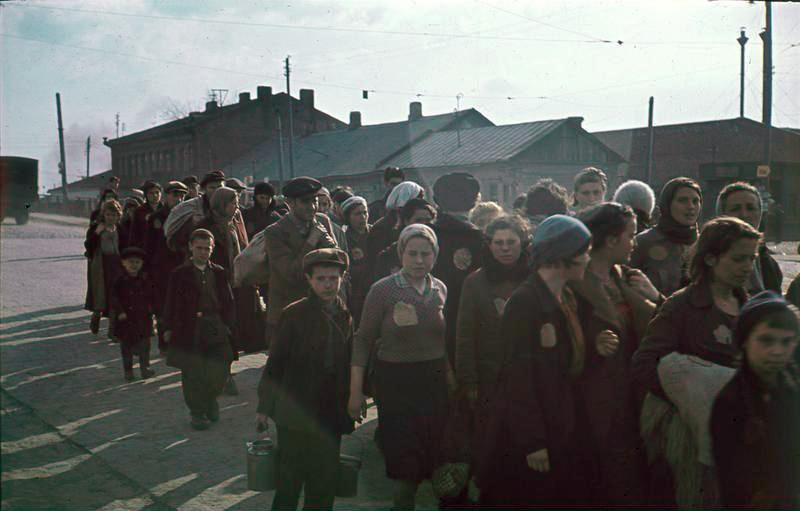
Judíos en el Gueto de Minsk en 1941

En noviembre de 1941, se estableció un segundo gueto en Minsk para los judíos deportados de Occidente, conocido como Ghetto Hamburg, que lindaba con el gueto principal de Minsk. Encima de la entrada a este gueto separado había un letrero, que decía: Sonderghetto (gueto especial). Cada noche, la Gestapo asesinaba a entre 70 y 80 de los recién llegados. Este gueto estaba dividido en cinco secciones, según los lugares de procedencia de los habitantes: Hamburgo, Berlín, Renania, Bremen y Viena. La mayoría de los judíos de este gueto eran de Alemania y del Protectorado de Bohemia y Moravia; el número más grande que tenía a la vez era de unos 35 000 residentes. Se permitía poco contacto entre los habitantes de los dos guetos.

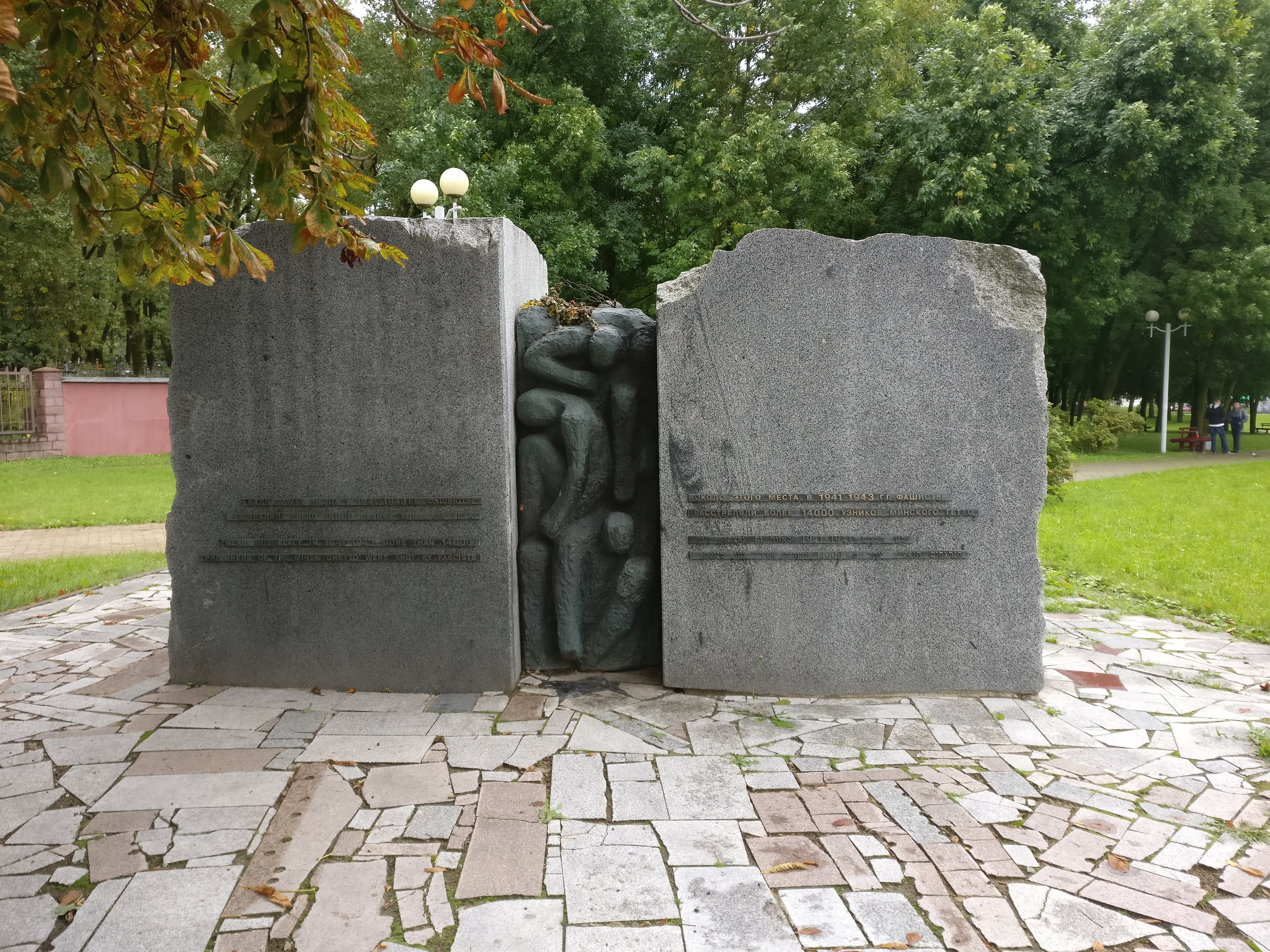
El monumento a las víctimas del gueto de Minsk en la calle Pritytskogo en Minsk (Bielorrusia).

Como en muchos otros guetos, los judíos fueron obligados a trabajar en fábricas u otras operaciones dirigidas por los alemanes. Los habitantes del gueto vivían en condiciones extremadamente difíciles, con reservas insuficientes de alimentos y suministros médicos.
El 2 de marzo de 1942, la guardería u orfanato del gueto fue «liquidado»; los niños fueron enterrados vivos en una fosa después de que los asesinos les arrojaran caramelos.

En ese momento llegaron varios oficiales de las SS, entre ellos Wilhelm Kube, ante lo cual Kube, inmaculado en su uniforme, arrojó puñados de dulces a los niños que gritaban. Todos los niños perecieron en la arena.

En marzo de 1942, aproximadamente 5000 judíos fueron asesinados cerca de donde actualmente se encuentra el monumento conmemorativo «The Pit» del gueto de Minsk. El 31 de marzo, los alemanes allanaron el gueto para arrestar a los líderes de la Resistencia y gran parte del gueto, incluida la sinagoga, fue incendiada.
En agosto de 1942, quedaban menos de 9000 judíos en el gueto, según documentos oficiales alemanes. El gueto fue liquidado el 21 de octubre de 1943 y muchos judíos de Minsk perecieron en el campo de exterminio de Sobibor. Varios miles fueron masacrados en el campo de exterminio de Maly Trostenets (antes de la guerra, Maly Trostenets era un pueblo a unas pocas millas al este de Minsk). Cuando el Ejército Rojo retomó la ciudad el 3 de julio de 1944, solo quedaban unos pocos sobrevivientes judíos.

## Resistencia

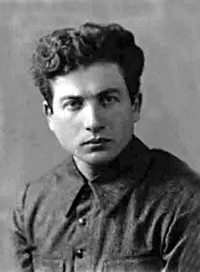
Mijaíl Gebelev, jefe de la resistencia en el gueto

El gueto de Minsk destaca por su organización de resistencia a gran escala, que cooperó estrechamente con los partisanos soviéticos. Unos 10 000 judíos pudieron escapar del gueto y unirse a grupos partisanos en los bosques cercanos. Barbara Epstein estima que tal vez la mitad de ellos sobrevivieron y señala que en total, tal vez unas 30 000 personas intentaron escapar del gueto de Minsk para unirse a los partisanos (pero 20 000 de ellos podrían haber muerto en el camino).